# Secció d'handbol del Futbol Club Barcelona Plantilla 2006-2007
La temporada 2006-2007, la plantilla del primer equip d'handbol del Futbol Club Barcelona era formada pels següents jugadors:
| - 1 Venio Losert - 6 Juanín García - 8 Victor Tomás - 9 Salva Puig - 10 Fernando Hernández - 11 Jérome Fernández - 12 Sergi Catarain - 15 Cristian Ugalde |  | - 16 David Barrufet - 17 Joan Cañellas - 18 Iker Romero - 19 Laszlo Nágy - 20 Igor Vori - 21 Jonas Larholm - 22 Dragan Skrbić - 23 Nenad Perunicic |

Entrenador:  Xesco Espar

## Títols assolits
- Copa del Rei
- Supercopa d'Espanya
- Lliga dels Pirineus